# پارک ملی آلتا مورگیا
پارک ملی آلتا مورگیا (به ایتالیایی: Parco nazionale dell'Alta Murgia) یک پارک ملی در ایتالیا است که در Metropolitan City of Bari واقع شده‌است.